# Relaciones Estados Unidos-Granada
Las relaciones Estados Unidos-Granada son las relaciones diplomáticas entre Estados Unidos y Granada. Los Estados Unidos reconocieron a Granada el 7 de febrero de 1974, ya que el mismo día en que Granada obtuvo su independencia del Reino Unido de Gran Bretaña e Irlanda del Norte. Estas naciones establecieron formalmente relaciones diplomáticas el 29 de noviembre de 1974.

## Historia

Operación Furia Urgente.

En octubre de 1983, los Estados Unidos encabezaron una invasión de Granada, cuyo nombre en clave fue Urgencia urgente, después del derrocamiento y asesinato del líder de Granada, Maurice Bishop, por parte de Bernard Coard.
El gobierno de Estados Unidos estableció una embajada en Granada en noviembre de 1983. El Embajador en Granada es residente en Bridgetown (Barbados). La embajada en Granada está integrada por un encargado de negocios que reporta al embajador en Bridgetown.
Los Estados Unidos. La Agencia para el Desarrollo Internacional (USAID) desempeñó un papel importante en el desarrollo de Granada. Además de la ayuda de emergencia por $ 45 millones para la reconstrucción de [Huracán Ivan] de 2004, USAID brindó más de $ 120 millones en asistencia económica de 1984 a 1993. Aproximadamente 25 voluntarios de Cuerpo de Paz en Granada enseñan educación especial, lectura correctiva y educación vocacional y ayuda contra el VIH/SIDA. Granada recibe asistencia de narcóticos de los Estados Unidos y se beneficia de los proyectos de construcción relacionados con el ejercicio militar de los Estados Unidos y de acción cívica humanitaria.
Granada y los Estados Unidos cooperan estrechamente en la lucha [contra el narcotráfico] y otras formas de delincuencia transnacional. En 1995, los Estados Unidos y Granada firmaron un tratado de derecho marítimo. En 1996, firmaron un tratado de asistencia jurídica mutua y un tratado de extradición, así como una enmienda de sobrevuelo / orden a la tierra al tratado de aplicación de la ley marítima. Los Estados Unidos continúan proporcionando capacitación, equipo y material, incluidos tres vehículos en 2006, a las fuerzas de seguridad y defensa de Granada. También se proporciona algún entrenamiento militar en Estados Unidos.
Granada sigue siendo un destino popular para los estadounidenses. De los 98,548 visitantes de 2005, 25,181 eran ciudadanos estadounidenses. Se estima que unos 2,600 estadounidenses residen en el país, más los 2,000 estudiantes de medicina de los EE. UU. Que estudian en la St. Escuela de Medicina de la Universidad de George].. (Esos estudiantes no se cuentan como residentes para fines estadísticos).
Los principales funcionarios de la Embajada de los Estados Unidos incluyen:
- Embajador — vacante desde enero de 2009
- Encargado de asuntos (sólo Granada) — Bernard E. Link
- Jefe político / económico
- Cónsul General - Eugene Sweeney
- Asuntos comerciales - Greg Floyd
- Oficial de Asuntos Públicos - Rebecca Ross
- Director del Cuerpo de Paz - Kevin Carley (residente en Santa Lucía)

## Acuerdos bilaterales
| Fecha             | Nombre del Acuerdo                        | Número de ref. de la ley              | Nota |
| ----------------- | ----------------------------------------- | ------------------------------------- | ---- |
| 2 de mayo de 1986 | Tratado Bilateral de Inversión de Granada | Entró en vigor el 3 de marzo de 1989. |      |
| 1995              | Tratado de aplicación de la ley marítima  |                                       |      |
| 1996              | Tratado de Asistencia Jurídica Mutua.     |                                       |      |
| 1996              | Tratado de Extradición                    |                                       |      |

## Diplomacia
Todos los funcionarios, excepto el encargado de negocios, están ubicados en la Embajada de los Estados Unidos en Bridgetown (Barbados). La Embajada de los Estados Unidos en Granada se encuentra en Saint George.
|  | De Granada - Washington D. C. (Embajada) - Nueva York (Cónsul Honorario) | De Estados Unidos - Saint George (Embajada) |